# Eksperyment Cavendisha
Eksperyment Cavendisha – pierwszy eksperyment, w którym zmierzona została siła grawitacji pomiędzy masami w laboratorium oraz pierwszy, w którym uzyskano dokładną wartość stałej grawitacji, wykonany w latach 1797–1798 przez brytyjskiego naukowca Henry’ego Cavendisha. Z uwagi na stosowany ówcześnie system miar, stała grawitacji nie pojawia się jawnie w pracy Cavendisha. Zamiast niej wyznaczona została średnia gęstość Ziemi lub, co jest równoważne, masa Ziemi. Jednocześnie były to pierwsze dokładne wyliczenia tych geofizycznych stałych. Do wykonania doświadczenia Cavendish wykorzystał wcześniejsze prace z 1783 roku swego rodaka, geologa Johna Michella, będącego twórcą urządzenia zwanego wagą skręceń. John Michell zmarł w 1793 roku nie dokończywszy swoich prac, a jego urządzenie przejął Francis John Hyde Wollaston, a następnie Henry Cavendish, który je przebudował, starając się nie odbiegać zanadto od oryginalnych planów Michella. Następnie Cavendish przeprowadził serię pomiarów za pomocą urządzenia, a wyniki ogłosił w Philosophical Transactions of the Royal Society w 1798 roku.

## Eksperyment

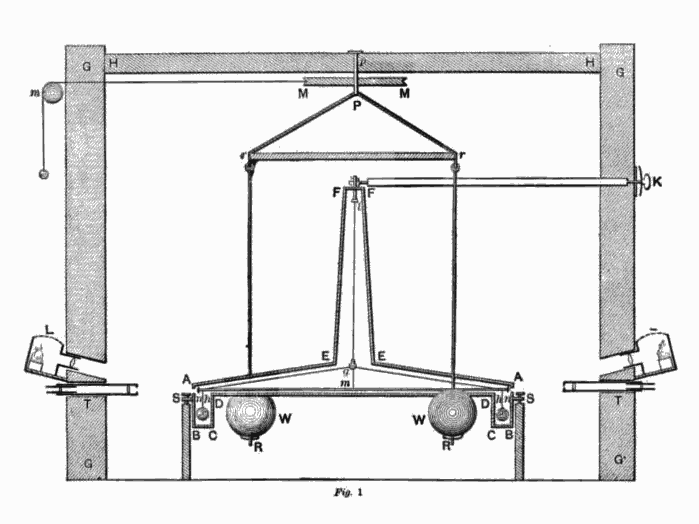
Szkic przekroju pionowego wagi skręceń Cavendisha wraz z obudową. Większe kule były podwieszone na ramie w sposób umożliwiający ich pozycjonowanie względem mniejszych kul dzięki mechanizmowi wyprowadzonemu na zewnątrz. Ilustracja 1 z dokumentacji Cavendisha

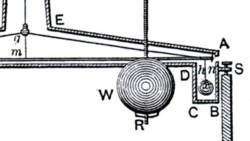
Fragment ukazujący szczegóły wagi skręceń: ramię większa kula mniejsza kula i osłona ochronna

Urządzeniem skonstruowanym przez Cavendisha była waga skręceń. Był to drewniany pręt o długości sześciu stóp (1,8 m) zawieszony na drucie, na którego końcach umieszczone były ołowiane kule o średnicy dwóch cali (51 mm) i masie 1,61 funta (0,78 kg). Dwie dwunastocalowe (300 mm) ołowiane kule o masach 348 funtów (158 kg), podtrzymywane niezależnie od układu podtrzymującego mniejsze kule, zostały umieszczone w ich pobliżu w odległości około 9 cali (230 mm). W doświadczeniu mierzona była siła oddziaływania między małą a dużą kulą.
Dwie większe kule były umieszczone po przeciwnych stronach poziomego drewnianego ramienia wagi. Siła przyciągania między nimi a mniejszymi kulami powodowała obrót ramienia, skręcając drut, na którym było ono podwieszone. Ramię wychylało się o kąt, w którym siła skręcania drutu była zrównoważona przez grawitacyjną siłę przyciągania między kulami. Znając kąt wychylenia i moment siły skręcającej w zależności od kąta skręcenia, Cavendish był w stanie określić siłę, z jaką oddziaływały na siebie pary mas. Ponieważ siłę grawitacji, z jaką Ziemia działa na mniejszą kulę, można zmierzyć bezpośrednio, ważąc ją, stosunek obu sił pozwala wyznaczyć gęstość Ziemi, korzystając z prawa powszechnego ciążenia.
Cavendish wyliczył, że gęstość Ziemi była 5,448 ± 0,033 razy większa od wody (z powodu prostego błędu arytmetycznego, który zauważył F. Baily, wartość błędu, jaka pojawia się w jego dokumentacji, to 5,48 ± 0,038).
W celu wyznaczenia momentu kierującego, czyli wartości momentu siły wywieranego na drut dla danego kąta skrętu, Cavendish zmierzył naturalny okres drgań ramienia wychylonego z układu równowagi. Okres drgań wynosił około 20 minut. Znając wymiary i masy ramienia można obliczyć moment kierujący. W rzeczywistości ramię nigdy nie było w stanie spoczynku. Cavendish musiał zmierzyć kąt odchylenia ramienia, mimo jego oscylacji.
Jak na tamte czasy sprzęt Cavendisha był wyjątkowo czuły. Siła odpowiedzialna za skrętne wychylenie ramienia była bardzo mała, 1,74 · 10−7 N, około {\displaystyle {\tfrac {1}{50\ 000\ 000}}} ciężaru mniejszej kuli, czyli około dużego ziarnka piasku.
Aby zmniejszyć zakłócenia pomiarów spowodowane przez prądy powietrza i zmiany temperatury, Cavendish umieścił całą aparaturę w drewnianej osłonie, grubej na 2 stopy (0,61 m), wysokiej na 10 stóp (3 m) i szerokiej na 10 stóp (3 m) w zamkniętej szopie w swojej posiadłości. Obserwacje drgań skrętnych ramienia Cavendish dokonywał przez dwa otwory w ścianach szopy za pomocą teleskopu. Oscylacje ramienia wynosiły zaledwie 0,16 cala (4,1 mm). Cavendish był w stanie zmierzyć tak małe wychylenia z dokładnością większą niż jedna setna cala, korzystając z noniusza na końcu ramienia.
Reich (1838), Baily (1843), Cornu & Baille (1878) i wielu innych powtarzali eksperyment Cavendisha. Jego dokładność nie została ulepszona przez 97 lat, dokonał tego dopiero C.V. Boys w 1895 roku. W międzyczasie waga skręceń Michella stała się dominującą techniką pomiaru stałej grawitacji {\displaystyle (G)}, a większość współczesnych pomiarów jest jej odmianą. Z tego powodu to doświadczenie zostało nazwane eksperymentem Cavendisha.

## Czy Cavendish określił G?
Upłynęło wiele lat po Cavendishu, zanim sformułowanie prawa powszechnego ciążenia wykorzystujące stałą grawitacji stało się standardem. Jedno z pierwszych odniesień do {\displaystyle G} pochodzi z 1873 roku, tj. 75 lat po pracach Cavendisha. Cavendish swoje wyniki wyraził jako gęstość Ziemi, a swój eksperyment w korespondencji określał jako „ważenie świata”. Późniejsi autorzy przekształcili jego wyniki do formy współczesnej, gdzie:
{\displaystyle G=g{\frac {R_{\text{ziemi}}^{2}}{M_{\text{ziemi}}}}={\frac {3g}{4\pi R_{\text{ziemi}}\rho _{\text{ziemi}}}}.}
Po przejściu na jednostki SI i podstawieniu gęstości Ziemi wyznaczonej przez Cavendisha 5,448 g · cm−3 otrzymujemy
{\displaystyle G} = 6,74 · 10−11 m³ kg−1 s−2,
co różni się tylko o 1% obecnie stosowanej wartości 6,67408 · 10−11 m3 kg−1 s−2.
Z tego powodu historycy nauki twierdzą, że Cavendish nie zmierzył stałej grawitacji  .
Jednakże fizycy często stosują jednostki, w których stała grawitacyjna przyjmuje inną postać. Wśród stałych astronomicznych zastosowanie znajdowała stała grawitacyjna Gaussa {\displaystyle (k),} zaproponowana przez Gaussa w Theoria motus corporum coelestium in sectionibus conicis solem ambientum („Teoria ruchu ciał niebieskich poruszających się po krzywych stożkowych wokół Słońca”) z 1809 roku, a porzucona w 2012 roku, kiedy to Międzynarodowa Unia Astronomiczna przestała jej używać. Wiązała się ona z jednostką astronomiczną, w związku z czym eksperyment Cavendisha można uznać za jej pomiar. W czasach Cavendisha fizycy stosowali te same jednostki dla masy i ciążenia. W efekcie, biorąc {\displaystyle g} jako przyspieszenie standardowe, a {\displaystyle R_{\text{ziemi}}} było znane, {\displaystyle \rho _{\text{ziemi}}} pełniło rolę odwrotności stałej grawitacyjnej. Z uwagi na to, gęstość Ziemi była mocno poszukiwaną wartością w tamtych czasach, co potwierdzają również wcześniejsze próby jej wyznaczenia, np. eksperyment Schiehallion z 1774 roku.
Dlatego też, w ogólności, fizycy przypisują Cavendishowi zasługi, że to on jako pierwszy zmierzył wartość stałej grawitacji.

## Wyznaczenie G i masy Ziemi
Definicje oznaczeń zestawione są w tabeli na końcu sekcji.
Poniższa metoda nie opisuje sposobu, jakiego użył Cavendish, lecz pokazuje, jak współcześni fizycy mogą wykorzystać jego wyniki. Analogicznie jak w prawie Hooke’a, moment siły jest proporcjonalny do kąta wychylenia ramienia {\displaystyle \theta .}
{\displaystyle M=-\kappa \theta ,}
gdzie stała {\displaystyle \kappa } nazywana jest momentem kierującym zależnym od drutu (materiału, długości i średnicy). Jednakże moment siły może być również opisany jako iloczyn siły przyciągania wzajemnego kul i odległości kuli względem punktu podwieszenia ramienia. Ponieważ są dwie pary kul, każda oddziałuje z siłą {\displaystyle F} na długości {\displaystyle L/2} względem osi wagi, całkowity moment wynosi {\displaystyle LF.} Zestawiając oba równania ze sobą otrzymujemy:
{\displaystyle \kappa \theta \ =LF.}
Siła {\displaystyle F} według prawa powszechnego ciążenia Newtona to:
{\displaystyle F={\frac {GmM}{r^{2}}}.}

Diagram wahadła torsyjnego

Podstawiając ją do pierwszego równania, dostajemy:
|  |  | {\displaystyle \kappa \theta \ =L{\frac {GmM}{r^{2}}}.} |  | (1) |

W celu znalezienia momentu kierującego drutu {\displaystyle (\kappa ),} Cavendish zmierzył naturalny okres rezonansowy {\displaystyle T} układu:
{\displaystyle T=2\pi {\sqrt {I/\kappa }},}
co daje
{\displaystyle T=2\pi {\sqrt {\frac {mL^{2}}{2\kappa }}}.}
Rozwiązując z niego {\displaystyle \kappa ,} po podstawieniu do (1) i wyznaczeniu {\displaystyle G} otrzymujemy:
{\displaystyle G={\frac {2\pi ^{2}Lr^{2}}{MT^{2}}}\theta .}
Znając {\displaystyle G,} można wykorzystać siłę przyciągania ziemskiego do wyliczenia jej masy i gęstości:
{\displaystyle mg={\frac {GmM_{ziemi}}{R_{ziemi}^{2}}},}
{\displaystyle M_{ziemi}={\frac {gR_{ziemi}^{2}}{G}},}
{\displaystyle \rho _{ziemi}={\frac {M_{ziemi}}{4\pi R_{ziemi}^{3}/3}}={\frac {3g}{4\pi R_{ziemi}G}}.}
| Definicje oznaczeń            |                                                               |                                                                            |
| {\displaystyle \theta }       | {\displaystyle {\mbox{radians}}}                              | Odchylenie ramienia wagi od położenia spoczynkowego                        |
| {\displaystyle F}             | {\displaystyle {\mbox{N}}}                                    | Siła grawitacji między masami {\displaystyle M} i {\displaystyle m}        |
| {\displaystyle G}             | {\displaystyle {\mbox{m}}^{3}{\mbox{kg}}^{-1}{\mbox{s}}^{-2}} | Stała grawitacji                                                           |
| {\displaystyle m}             | {\displaystyle {\mbox{kg}}}                                   | Masa mniejszej kuli ołowianej                                              |
| {\displaystyle M}             | {\displaystyle {\mbox{kg}}}                                   | Masa większej kuli ołowianej                                               |
| {\displaystyle r}             | {\displaystyle {\mbox{m}}}                                    | Odległość między środkami kul mniejszej i większej gdy waga jest odchylona |
| {\displaystyle L}             | {\displaystyle {\mbox{m}}}                                    | Długość ramienia skrętnego, odległość między środkami mniejszych kul       |
| {\displaystyle \kappa }       | {\displaystyle {\mbox{N}}\,{\mbox{m}}\,{\mbox{radian}}^{-1}}  | Moment kierujący drutu utrzymującego ramię skrętne                         |
| {\displaystyle I}             | {\displaystyle {\mbox{kg}}\,{\mbox{m}}^{2}}                   | Moment obrotowy ramienia wagi                                              |
| {\displaystyle T}             | {\displaystyle {\mbox{s}}}                                    | Okres oscylacji wahadła torsyjnego                                         |
| {\displaystyle g}             | {\displaystyle {\mbox{m}}\,{\mbox{s}}^{-2}}                   | Przyspieszenie ziemskie na powierzchni Ziemi                               |
| {\displaystyle M_{ziemi}}     | {\displaystyle {\mbox{kg}}}                                   | Masa Ziemi                                                                 |
| {\displaystyle R_{ziemi}}     | {\displaystyle {\mbox{m}}}                                    | Promień Ziemi                                                              |
| {\displaystyle \rho _{ziemi}} | {\displaystyle {\mbox{kg}}\,{\mbox{m}}^{-3}}                  | Gęstość Ziemi                                                              |